# Gabinete Briand VIII
O Gabinete Briand VIII foi o ministério formado por Aristide Briand em 28 de novembro de 1925 e dissolvido em 06 de março de 1926. Foi o 75º gabinete da Terceira República Francesa, sendo antecedido pelo Gabinete Painlevé III e sucedido pelo Gabinete Briand IX.

## Contexto
O oitavo gabinete liderado por Aristide Briand durou pouco mais de três meses, mas foi responsável por grandes avanços diplomáticos, notadamente nas relações com a Alemanha. Em dezembro de 1925, foram assinados os "Tratados de Locarno", normalizando as relações alemãs com seus antigos inimigos.
Buscando maior apoio na Assembleia Nacional Francesa, Briand renunciou ao governo para reformular seu gabinete, sendo reconduzido ao cargo logo em seguida.

## Composição

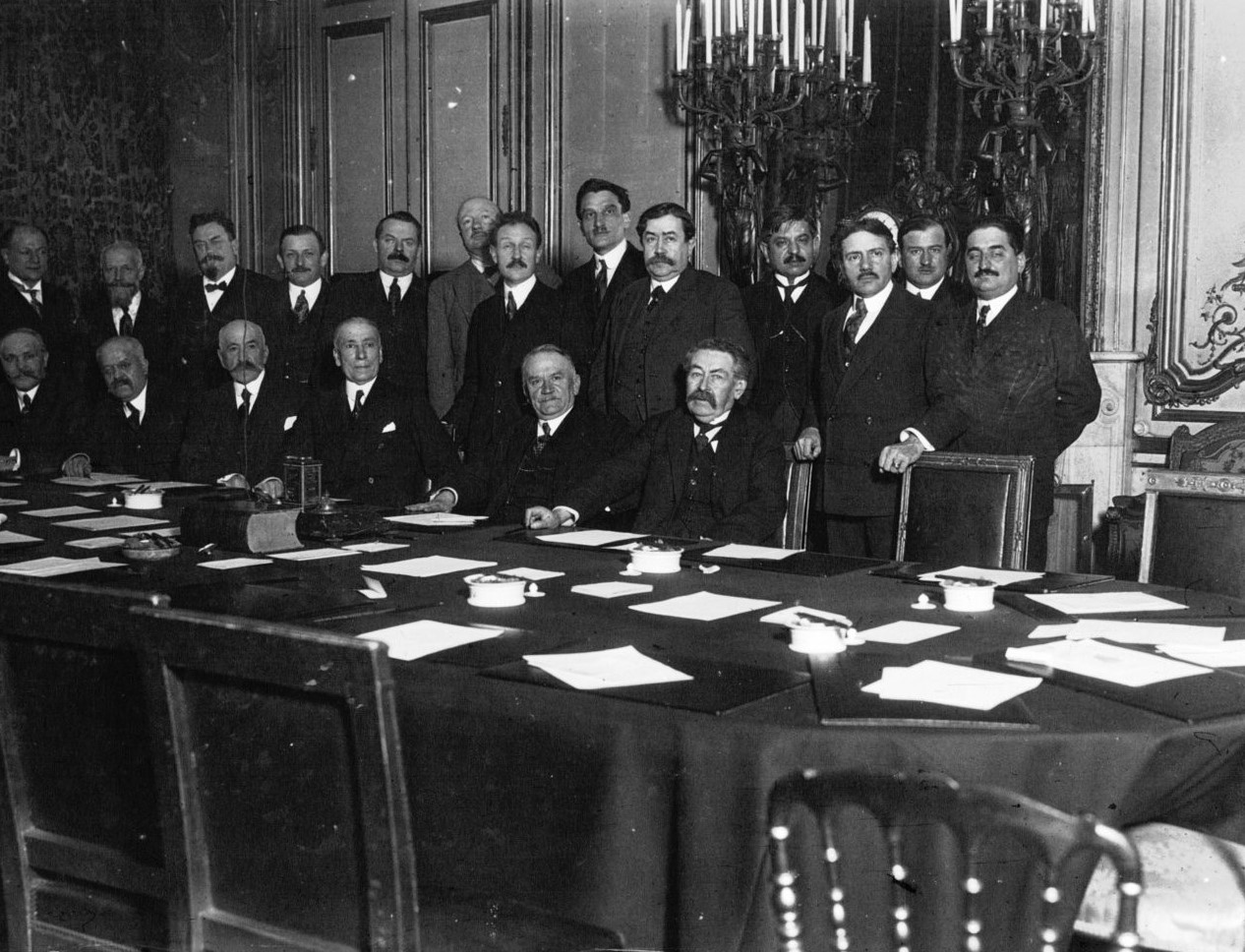
O 8º Gabinete Briand em fotografia de 1925.

- Presidente da República: Gaston Doumergue
- Presidente do Conselho de Ministros: Aristide Briand
- Ministro dos Estrangeiros: Aristide Briand
- Ministro da Justiça: René Renoult
- Ministro do Interior: Camille Chautemps
- Ministro da Guerra: Paul Painlevé
- Ministro das Finanças: Louis Loucheur; Paul Doumer
- Ministro da Marinha: Georges Leygues
- Ministro da Instrução Pública e Belas Artes: Édouard Daladier
- Ministro das Obras Públicas: Anatole de Monzie
- Ministro da Agricultura: Jean Durand
- Ministro do Comércio e Indústria: Daniel Vincent
- Ministro das Colônias: Léon Perrier
- Ministro do Trabalho, Higiene, Assistência e Segurança Social: Antoine Durafour
- Ministro das Pensões: Paul Jourdain